# تا حد مرگ (مجموعه تلویزیونی)
تا حد مرگ (ترکی استانبولی: Ölene Kadar) یک مجموعه تلویزیونی ترکیه‌ای در ژانر درام و جنایی با بازی انگین اکیورک و فحریه اوجن است. پخش این مجموعه در ۱۲ ژانویه ۲۰۱۷ از شبکه آ تی‌وی شروع شد و در ۱۳ آوریل ۲۰۱۷ به پایان رسید.

## داستان
داهان یک دانشجوی پزشکی است که به اتهام قتل پدر دختری که دوستش دارد به حبس ابد محکوم می‌شود او یازده سال از بهترین سال‌های عمرش را در زندان به سر میبرد کسی که داهان را از زندان آزاد می‌کند یک وکیل بنام سلوی است که به تازگی کار خود را با پرونده داهان به عنوان اولین پرونده خود آغاز کرده است او شواهدی پیدا کرده است که هیچ کس قبلاً متوجه آن نشده بود و دادگاه را مجبور به بازگشایی دوباره این پرونده می‌کند.

## بازیگران
| بازیگر         | نقش                     |
| -------------- | ----------------------- |
| انگین اکیورک   | داهان سویسور            |
| فحریه اوجن     | سلوی ناردان/ویلدان سانر |
| سارپ لوند‌اوغلو |                         |
| گل‌جان ارسلان   | بریل کارالی             |
| تانسو بیچر     | ییلماز سانر             |
| فردی سنجر      | فخری                    |